# Michaël Delaunoy
Pour les articles homonymes, voir Delaunoy.
Michaël Delaunoy, né 21 août 1968 à Liège, est un metteur en scène de théâtre belge. Il est diplômé du Conservatoire royal de Bruxelles. Il est aujourd'hui directeur du Rideau de Bruxelles. Il est également professeur au Conservatoire royal de Mons et directeur de la compagnie L'Envers du Théâtre, fondée en 1999.

## Mises en scène
- 1991 : Christian (et sa tragique trajectoire)
- 1992 Les Retrouvailles d'Arthur Adamov
- 1993 : Le Belvédère d'Ödön von Horváth
- 1994 : Un ciel sans nuages de Luca de Bei
- 1996 : L'armoire aux hippocampes d'Alain Éloy et Michaël Delaunoy
- 1996 : Diktat d'Enzo Cormann
- 1998 : Sur les ruines de Carthage de René Kalisky
- 1998 : Alba Rosa de Pietro Pizzuti
- 1998 : La Nuit du bouffon d'après Anton Tchekhov
- 1999 : Credo d'Enzo Cormann
- 2000 : Mademoiselle Julie d'August Strindberg
- 2002 : Kasimir et Karoline d'Ödön von Horváth
- 2002 : L'Affaire de la rue de Lourcine d'Eugène Labiche
- 2002 : Les Hospitalières de Xavier de Guillebon
- 2003 : Contusione é minima de Paul Pourveur
- 2004 : Léonce et Léna de Georg Büchner
- 2004 : Mièvre Miel et Sirop tiède
- 2004 : Aïda vaincue de René Kalisky (Prix du Théâtre du meilleur spectacle, meilleur comédien pour Julien Roy, meilleure comédienne pour Jo Deseure, meilleure scénographie pour Philippe Henry)
- 2006 : Créanciers d'August Strindberg
- 2006 : L'Abécédaire des temps modernes, tome 1 de Paul Pourveur (Prix du Théâtre de la meilleure création artistique et technique pour Laurent Kaye)
- 2007 : Histoire d'un idiot de guerre d'Ascanio Celestini
- 2007 : Blackbird de David Harrower
- 2007 : Franck, le garçon boucher de Patrick McCabe (Prix du Théâtre du meilleur comédien pour Alain Éloy)
- 2008 : Agatha de Marguerite Duras
- 2009 : L'Abécédaire des temps modernes, tomes 1, 2 et 3 de Paul Pourveur

- 2009 : Loin de Corpus Christi de Christophe Pellet
- 2012 : Le Carnaval des ombres de Serge Demoulin
- 2013 : Carine ou la Jeune Fille folle de son âme de Fernand Crommelynck